# Frank S. Jorga

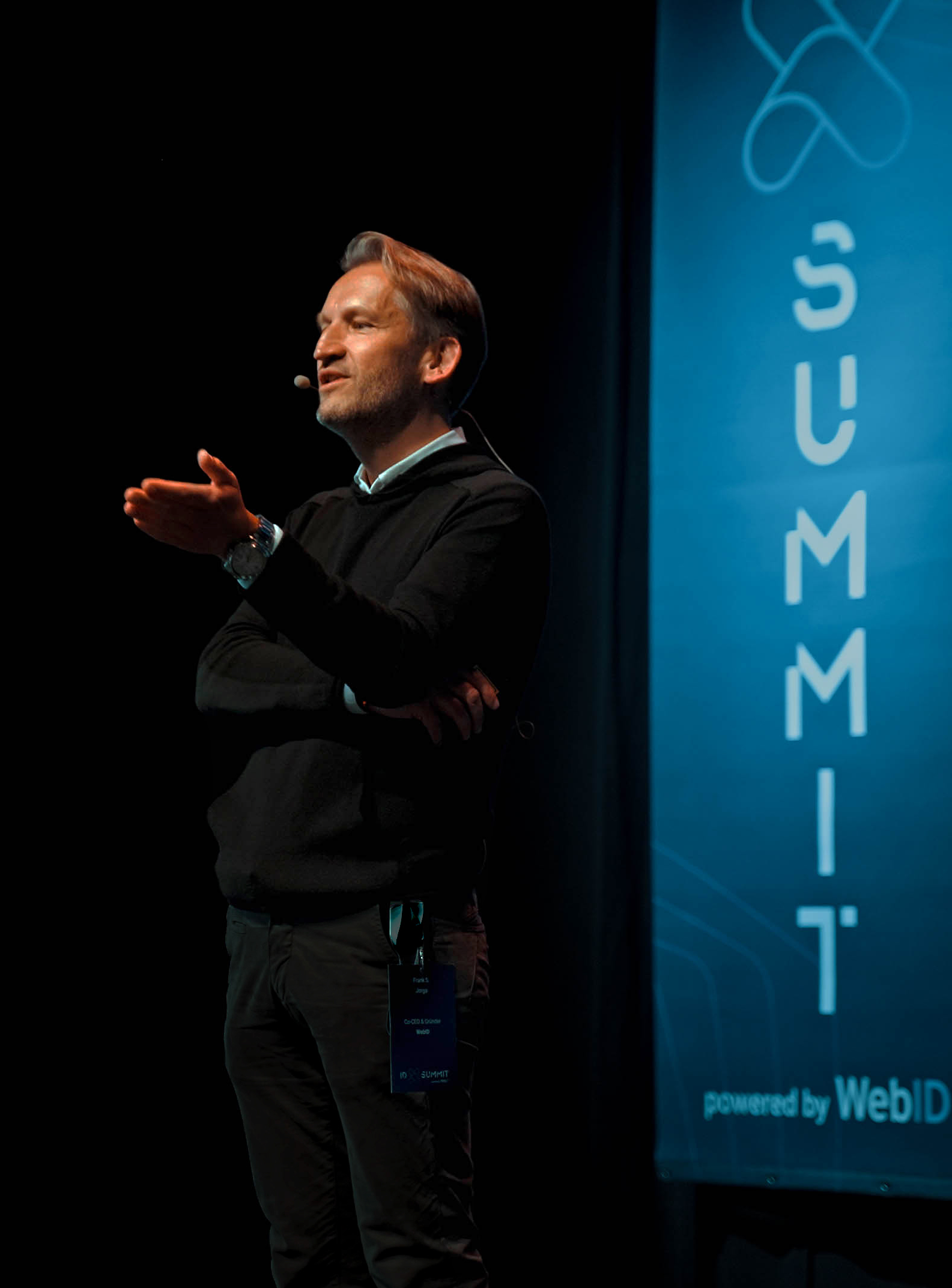
Frank S. Jorga (2022)

Frank Stefan Jorga (* 30. Dezember 1968) ist ein deutscher Unternehmer.
Frank S. Jorga ist Gründer und Geschäftsführer des Online-Ident-Dienstleisters WebID Solutions. Als Erfinder und Wegbereiter des Online-Videoident-Verfahrens (Videoident) wird ihm eine Vorreiterfunktion im deutschen Sektor für digitale Identitäten und eine tragende Rolle bei der digitalen Transformation von Identifikationsprozessen zugeschrieben.

## Leben und Karriere
Jorga studierte Betriebswirtschaftslehre und Rechtswissenschaften und absolvierte ein Masterstudium in Business Administration. Nach dem zweiten juristischen Staatsexamen war er für die Deutsch-Amerikanische Handelskammer tätig und arbeitete als Berater für verschiedene Unternehmen im Silicon Valley.
Nach seiner Rückkehr nach Deutschland war Jorga unter anderem an der Abwicklung der geplanten Fusion von Deutscher Bank und Dresdner Bank beteiligt. In seiner Funktion als Head of Strategy and Digital bei der GFKL Financial Services AG entwickelte er ein Verfahren, das es Online-Händlern ermöglichte, Zahlungsmethoden wie Kauf auf Rechnung, Kredit oder Lastschrift anzubieten.

## WebID Solutions und Videoidentifikation
Anfang der 2010er Jahre entwickelte Jorga die Idee eines digitalen Verfahrens zur Identitätsprüfung als Alternative zum analogen PostIdent-Verfahren der Deutschen Post, das bis dahin eine persönliche Vorsprache erforderte. Daraus entstand die geldwäschegesetzkonforme Videoidentifikation. Im Jahr 2012 gründete er die WebID Solutions GmbH. Nach Abstimmungen mit dem Bundesministerium der Finanzen erhielt das von ihm entwickelte Videoident-Verfahren zur Identitätsprüfung per Videochat im Januar 2014 die behördliche Zulassung Unter Jorgas Leitung expandierte das Unternehmen international, unter anderem nach Österreich, in die Schweiz, in die Vereinigten Staaten sowie im Jahr 2023 nach Spanien. Im Zuge dieser Expansion übernahm Jorga zusätzlich die Geschäftsführung der neu gegründeten WebID Spain.

## Einsatz in Verwaltung, Politik und öffentliche Sichtbarkeit
Im Jahr 2023 führte die Stadt Wiesbaden als erste deutsche Kommune die digitale Anmeldung einer Eheschließung unter Verwendung von Videoidentifikation ein. Die erfolgreiche Umsetzung sowie die darauf folgende Einführung der bundesweit ersten digitalen Wohnsitzanmeldung wurden unter anderem von Jorga öffentlich begleitet. Als Fachreferent ist Jorga regelmäßig auf Fachveranstaltungen vertreten, bei denen Fragen zur sicheren und rechtssicheren Nutzung digitaler Identitäten im Mittelpunkt stehen. Er bringt seine Expertise unter anderem regelmäßig beim Wirtschaftstag der CDU ein.